# ウクライナにおけるホロドモール犠牲者記念碑
座標: 北緯38度53分50.64秒 西経77度00分34.2秒 / 北緯38.8974000度 西経77.009500度
1932～1933年ウクライナ大飢饉・ジェノサイド犠牲者記念碑（英語: Holodomor Memorial to Victims of the Ukrainian Famine-Genocide of 1932–1933、通称：ホロドモール記念碑）は、アメリカ合衆国ワシントンD.C.に2015年11月7日に開設された記念碑である。ホロドモール（1932～1933年のウクライナ大飢饉・ジェノサイド）の犠牲者を追悼し、アメリカ市民にその歴史を啓発することを目的とする。アメリカ合衆国議会が2006年に建設を承認し、国立公園局とウクライナ政府が共同で建立した。
記念碑は、建築家ラリサ・クリラスにより設計され、ワシントンD.C.で女性が設計または共同設計した3つの記念碑（他はベトナム戦争戦没者慰霊碑、9・11ペンタゴン記念碑）の一つである。

## 歴史
ホロドモールは、ソビエト連邦ヨシフ・スターリン政権下の1932～1933年に発生したウクライナの大飢饉で、数百万人（推定300～700万人）が餓死したとされる。ウクライナ政府および多くの歴史家は、意図的な政策による「ジェノサイド」と認定しているが、議論が続く。
2006年、米国議会はホロドモール記念碑の建設を承認。ウクライナ系アメリカ人コミュニティやウクライナ政府の支援を受け、国立公園局がプロジェクトを管理した。2015年8月5日に記念碑の公開式典が行われ、同年11月7日に正式開設された。

## デザイン

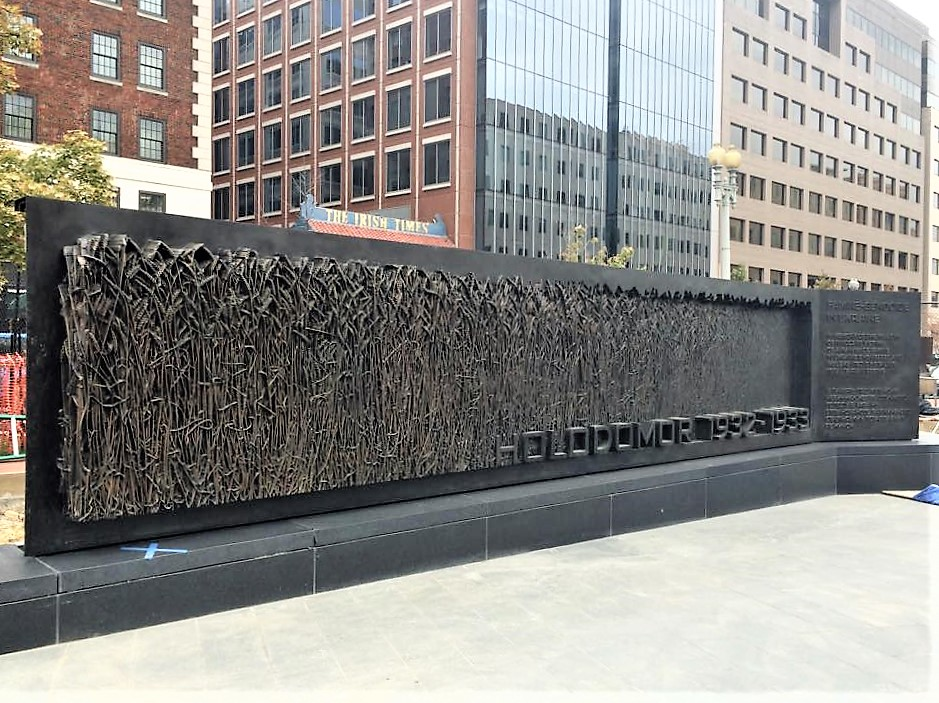
ラリサ・クリラス設計の「Field of Wheat」

記念碑は、ラリサ・クリラスによる彫刻「Field of Wheat」（小麦の野）として設計された。ウクライナの豊かな小麦畑を象徴し、飢饉による荒廃と犠牲者の苦しみを表現。彫刻は、風に揺れる小麦の束が次第に消えていく形状で、ホロドモールの壊滅的な影響を視覚化している。
クリラスは、ワシントンD.C.で女性が設計した数少ない記念碑の一つを創り上げた。この彫刻は、ホロドモールの悲劇を静かかつ力強く伝え、アメリカ市民にその歴史的教訓を訴える。

## 所在地
記念碑は、ワシントンD.C.のアメリカ合衆国議会議事堂に近く、ノース・キャピトル通り、マサチューセッツ・アベニュー、FストリートN.W.の交差点に位置する。スミソニアン国立郵便博物館の斜め向かい、ユニオン駅から約1ブロックの距離にある。この立地は、議事堂周辺の観光客や市民に広くアクセス可能で、ホロドモールの啓発効果を高めている。

## ギャラリー

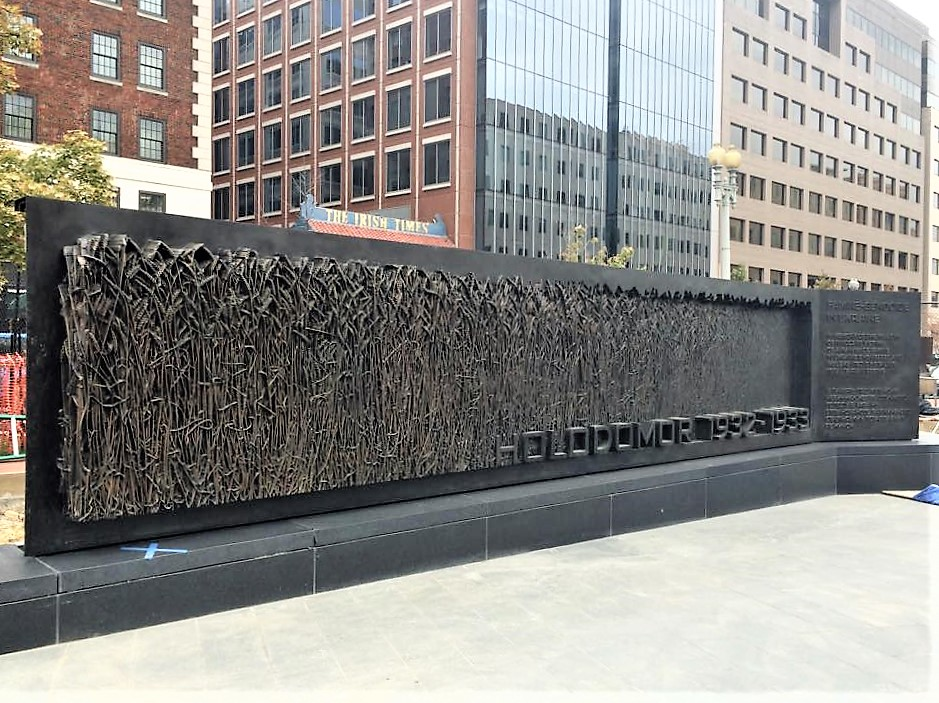
「Field of Wheat」彫刻（2015年）